# James Forman
Pour les articles homonymes, voir Forman.
James Forman, né le 4 octobre 1928 à Chicago et mort le 10 janvier 2005 à Washington, est un activiste américain impliqué dans le mouvement afro-américain des droits civiques.
Il a fait partie du Student Nonviolent Coordinating Committee (SNCC), du Black Panther Party et de l'International Black Workers Congress.
Il est également auteur de plusieurs livres, dont La libération viendra d'une chose noire, éditions Maspéro, 1978.